# Stannose
Unter einer Stannose (Synonym: Zinnstaublunge, engl.: Stannosis) versteht man pathologische Veränderungen der Lunge, die durch eine chronische Exposition gegenüber Zinnstaub entstehen (Staublungenerkrankung durch das Einatmen von Zinnstaub). Die Stannose gehört zu den seltenen – nichtfibrosierenden – Pneumokoniosen.
Zinn und seine anorganischen Verbindungen wie zum Beispiel Zinn(II)-oxid, Zinn(II,IV)-oxid, Zinn(IV)-oxid zählen zu den Stoffen, für die derzeit aufgrund von fehlenden Erfahrungen am Menschen und im Tierversuch keine MAK-Werte aufgestellt werden können.

## Symptome des Krankheitsbildes
- Husten
- zäher Auswurf
- Atemnot bei Belastung (Belastungsdyspnoe)
- Verschattung sichtbar auf dem Röntgen-Thorax
- Lungenbelüftungsstörung durch verminderte Ausdehnungsfähigkeit (restriktive Ventilationsstörung)